# Lloyd Axworthy
Lloyd Norman Axworthy, PC, OC, OM (North Battleford, Saskatchewan, Canadá ,21 de diciembre de 1939) es un académico y político canadiense.

## Biografía
Lloyd Axworthy nació el 21 de diciembre de 1939, en North Battleford, Saskatchewan. Pertenece a una familia con fuertes raíces de la Iglesia Unida. Recibió su licenciatura de la Universidad de Winnipeg (entonces conocida como Escuela Superior) en 1961. Obtuvo su maestría y doctorado en la Universidad de Princeton en 1963 y 1972 respectivamente, regresando a Canadá para enseñar en la Universidad de Manitoba y la Universidad de Winnipeg. En esta última, también se convirtió en el director del Instituto de Asuntos Urbanos.
Ocupó el cargo de Ministro de Relaciones Exteriores en el Consejo de Ministros presidido por el primer ministro Jean Chrétien. 
Es Presidente de la Universidad de Winnipeg, Embajador de buena voluntad de Unicef y es miembro de la Comisión para el Empoderamiento Legal de los Pobres, la primera iniciativa mundial para centrarse específicamente en la relación entre la exclusión, la pobreza y el derecho.